# 麻野耕司
麻野 耕司（あさの こうじ、1979年11月3日 - ）は、日本の起業家、実業家、投資家。ナレッジワーク創業者、同代表取締役CEO(社長)。ABEJA・SHOWROOM社外役員。

## 経歴
兵庫県宝塚市出身。甲陽学院中学校・高等学校を経て、慶應義塾大学法学部卒業。
2003年 - 株式会社リンクアンドモチベーション 入社
2010年 - 中小ベンチャー企業向け組織人事コンサルティング部門の執行役員に着任
2016年 - 国内初の組織改善クラウド「モチベーションクラウド」立ち上げ
2018年 - 同社取締役 着任
2019年 - 同社取締役 退任
2020年 - 株式会社ナレッジワークを創業
2022年 - セールスイネーブルメントクラウド「ナレッジワーク」をリリース
2023年 - シリーズBで45億円を資金調達
主な著書：「NEW SALES -新時代の営業に必要な7つの原則-」（ダイヤモンド社）、「THE TEAM -5つの法則-」（幻冬舎）、「すべての組織は変えられる」（PHP研究所）